# Olazti
Olazti (baskiska) eller Olazagutía (spanska), officiellt Olazti/Olazagutía, är en kommun i Spanien.   Den ligger i provinsen och regionen Navarra, i den norra delen av landet, 300 km norr om huvudstaden Madrid. Antalet invånare är 1 662. Arean är 19,6 kvadratkilometer. Olazti/Olazagutía gränsar till Alsasua.